# Краљ лавова 3: Хакуна Матата
Краљ лавова 3: Хакуна Матата (енгл. The Lion King 3: Hakuna Matata) амерички је цртани филм из 2004. године. Представља трећи део медијске франшизе Краљ лавова и други хронолошки. Фокусира се на мерката Тимона и брадавичасту свињу Пумбу и њихове лудорије које се дешавају пре и за време догађаја из Краља лавова.

## Радња
Тимон и Пумба почињу да гледају оригинални филм Краљ лавова, али Тимон наставља да инсистира на убрзавању када се они појаве, јер нису били виђени на почетку приче или било где до пола. Пумба сугерише публици да исприча своју причу, која почиње пре него што Симбино путовање почне. Кроз њу, сусрећемо Тимонову мајку и ујка Макса, откривамо зашто је напустио своју меркатску колонију, где је научио Хакуна Матату, како упознаје Пумбу и опасности са којима су се сусрели док су тражили свој дом из снова.